# Stade omnisports de Malouzini
 (mai 2019).
Si vous disposez d'ouvrages ou d'articles de référence ou si vous connaissez des sites web de qualité traitant du thème abordé ici, merci de compléter l'article en donnant les références utiles à sa vérifiabilité et en les liant à la section « Notes et références ».
Le Stade omnisports d'Iconi-Malouzini (en arabe : ملعب إكوني-مالوزيني الرياضي) est un lieu sportif situé au Nord d'Iconi. Il est la propriété du gouvernement comorien à l'intermédiaire du ministère du sport et de la jeunesse . Actuellement le plus grand stade comorien , ce complexe sportif peut abriter les pratiques du football ainsi que l'athlétisme grâce à notamment d'une piste d'athlétisme de 8 couloirs de 400 mètres ainsi que d'autre installation de ce genre .  
D'une capacité de 10 726 places, ce stade accueillera les matchs de l'équipe nationale des Comores à partir de 2019 qui se tenaient jusque-là au Stade Saïd Mohamed Cheikh de Mitsamiouli inauguré en 2007.  
Ce stade est basé de 8,55 hectares et doté d'un terrain de football pour les entraînements mais celle-ci est d'une surface synthétique contrairement au terrain principal qui accueillera les rencontres qui est composé d'une pelouse naturelle .

## Historique

### Projet de Construction
Le projet de construction de ce stade omnisports remonte de 1990 de l'ancien président de la république fédérale des Comores , Saïd Mohamed Djohar qu’une « première pierre » symbolique a été posée. Mais ce projet est sorti de terre en 2010 avec une nouvelle donation de la ville d'Iconi en octobre 2010 pour offrir l'espace nécessaire au site en étude à ce jour . 
Malgré la donation de Iconi , une première donation été effectuée bien avant, en 1990 où un terrain de 18 hectares a été cédé à l'État comorien via le ministère du Sport et de la jeunesse.  

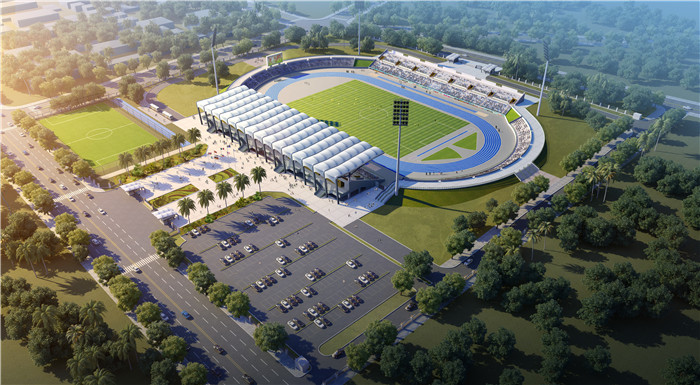

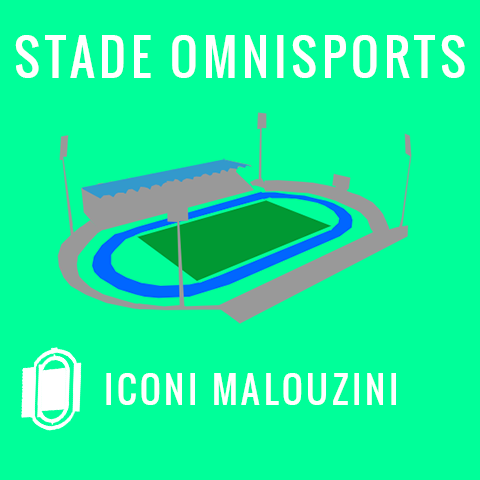
Logo du stade d'Iconi-Malouzini

### Cahier de charges
À la suite d'une signature entre les Comores et la Chine, le dossier de ce stade est basé d'une durée de 36 mois à partir de 2016. Pour ce projet, la société Shanghai Construction Groupe sous le sigle de SCG est confié à la construction de ce complexe sportif.
Le site de Iconi-Malouzini est basé sur 8,55 hectares avec une capacité de 10 726 places assises dont seulement la tribune principale qui se situe à l'ouest  est couverte, celle-ci est composée 3 726 places dont 300 places en VIP ; Composé d'un terrain de football sur une pelouse naturelle et d'une piste d'athlétisme de 8 couloirs de 400 mètres, le complexe est doté pour d’autres disciplines sportives comme des pratiques de sauts mais aussi un terrain annexe sur une pelouse synthétique dédié pour les entraînements ou pour d'autres événements divers renforcera le site de Iconi-Malouzini . 
De l'autre côté des aires de jeux , le stade sera sans doute dans les normes internationales dont à des vestiaires , des sanitaires aux normes et on retrouvera aussi des salles de médias , des salles de conférence de presse , un salon VIP , une buvette , une salle de musculation , d'un parking de 800 voitures , d'une route pour faciliter l'accès au stade . Le stade est éclairé de 4 pylônes de 50 mètres de hauteur de 80 projecteurs chacun . Mais bien sûr d'un écran géant .
Sans doute , le site respecte les 3 piliers du développement durable avec l'ajout de plantation d'herbe et de plante pour l'environnement , du développement du sport et de la jeunesse pour mieux renforcer les aides du handicap sportif aux Comores pour le pilier social et de rassembler le plus de concerné aux événements pour le pilier économique .
Ce projet coute 6 milliards de francs comorien donné par la Chine. La construction a été confiée à la société Shanghai Construction Groupe avec une architecture de la Chine IPPR.

### Travaux
La première pierre a été déposée en 2016 par le président Ikililou Dhoinine. La construction de ce stade a démarré en 2017 pour une durée de 36 mois. Le chantier a regroupé 50 techniciens et 200 ouvriers. 

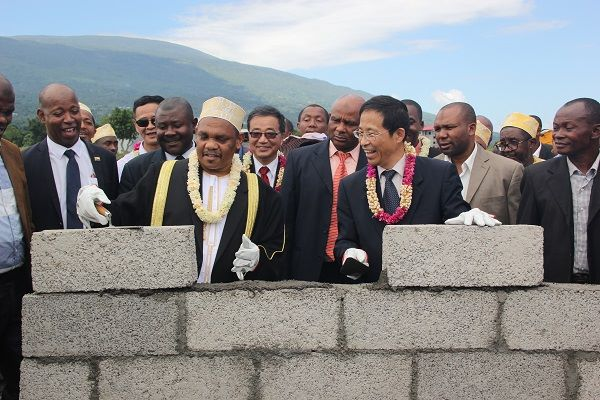
Première pierre déposée par Ikililou Dhoininine en 2016

Les étapes se sont suivies tout d'abord par un travail de terrassement qui a eu lieu avant 2017 ensuite les premières fondations se sont effectuées au niveau de la tribune ouest qui a succédé aux autres tribunes. Une fois le travail des fondations fini, le chantier a avancé sur la construction des tribunes ainsi des locaux. L'aire de jeux a débuté en septembre 2018 ainsi que la finition des tribunes avec l'installation des sièges mais aussi la mise en place du parking et des murs et sols des locaux. En janvier 2019, l'aire de jeux est terminée sans compter la pousse de la pelouse naturelle qui n'est pas encore achevée tandis que la piste d'athlétisme et le terrain annexe sont prêts à ce jour. En février 2019, les locaux ont été totalement achevés dont les vestiaires plus particulièrement ; Plus que certains détails à régler et le site de Iconi-Malouzini est terminé. Le stade sera inauguré en mai 2019 et sera le lieu de la cérémonie d'investiture d'Azali Assoumani le 26 mai 2019. 

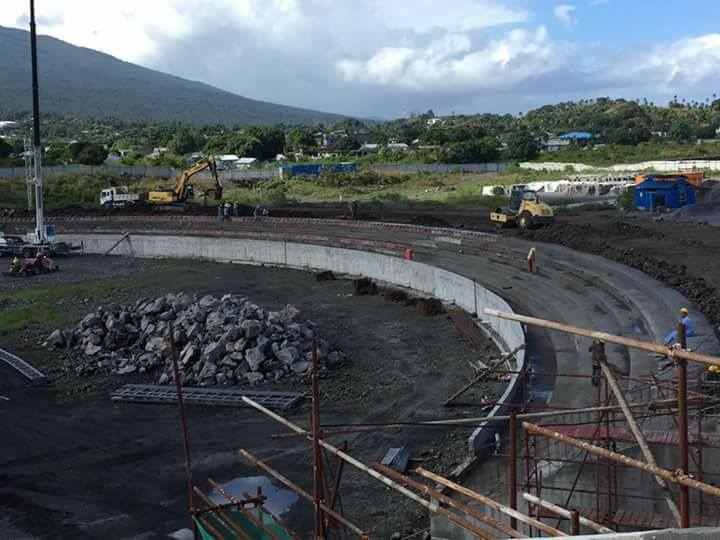
Début du chantier en 2017

## Architecture et territoire

### Tribunes
Le stade omnisports d'Iconi-Malouzini est composé de 4 tribunes dont une seule tribune est couverte, il s'agit de la principale qui se situe à l'Ouest . La tribune principale est constituée de 3 726 places auquel 300 places VIP y figurent parmi tandis que les trois autres tribunes ne possèdent pas de siège et sont donc modulables ; La tribune est ainsi que les virages contiennent 7 000 places, le virage nord contient un écran géant. Le virage sud est bien marqué par la magnifique colline du mont Djabal d'Iconi .

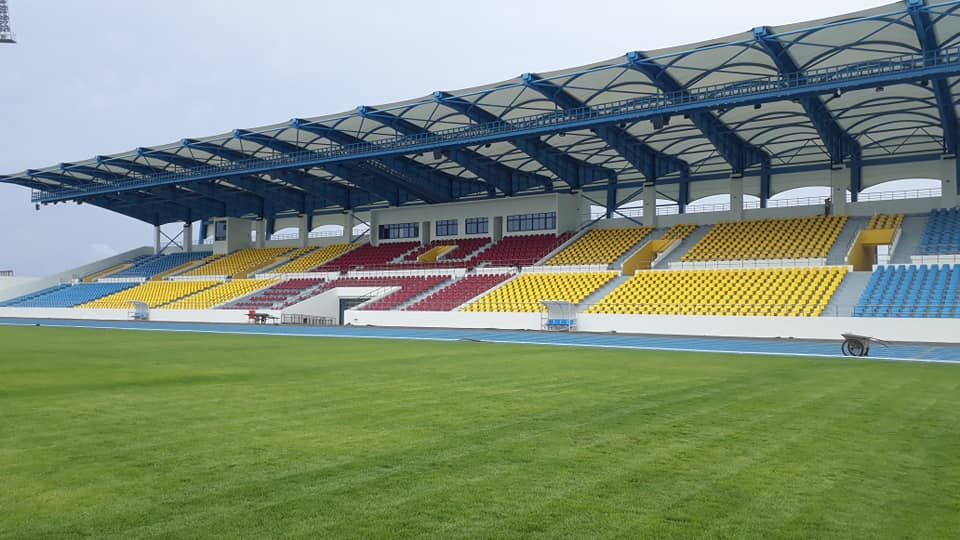
Tribune Ouest Malouzini

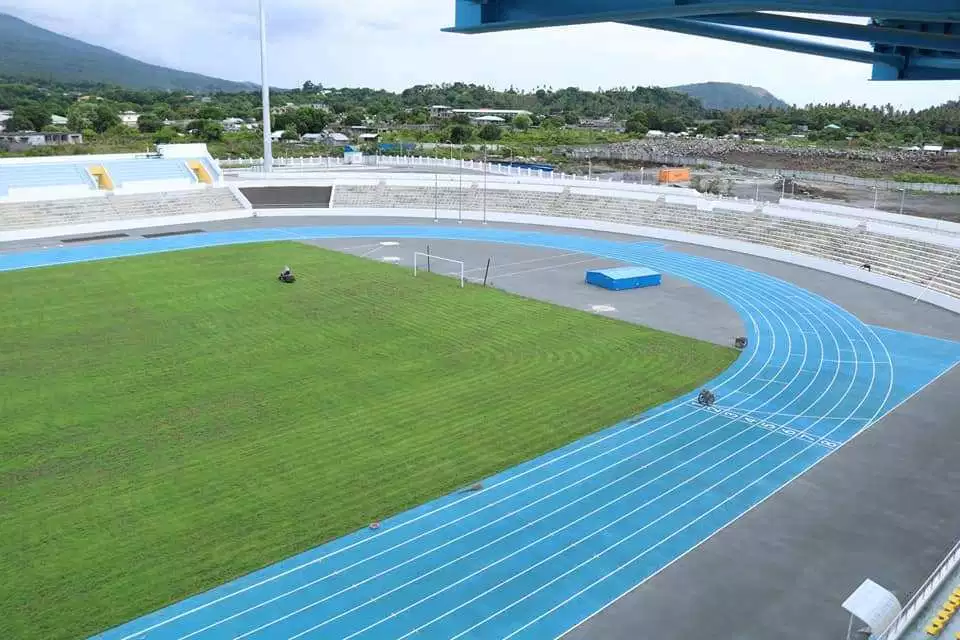
Tribune Sud Malouzini

### Aire de jeux
L'aire de jeux de ce complexe sportif est composé d'un terrain de football d'une pelouse naturelle ainsi qu'une piste d'athlétisme et de ses pratiques de sauts. Mais aussi d'un terrain de football annexe d'une pelouse synthétique de dernière génération 3 d'une dimension plus petite que le terrain principal . Une salle de musculation est mis à disposition .

### Sanitaires

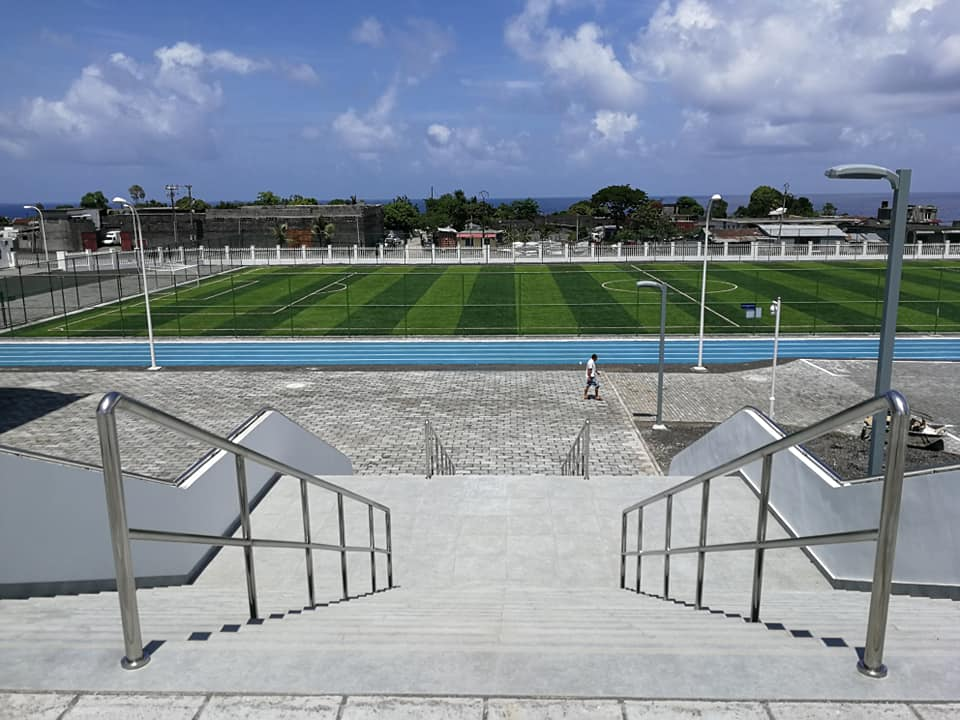
Escalier menant au terrain annexe

Le site est composé de sanitaire pour le public ainsi que pour les joueurs mais ces lieux sont privés. 

### Parking
Le complexe est constitué d'un parking non couvert d'une capacité de 800 véhicules .

### Salle de presse
Les journalistes auront la possibilité d'obtenir un parking mais aussi une salle pour leurs activités de presse ou voir de diffusion .

### Salon VIP

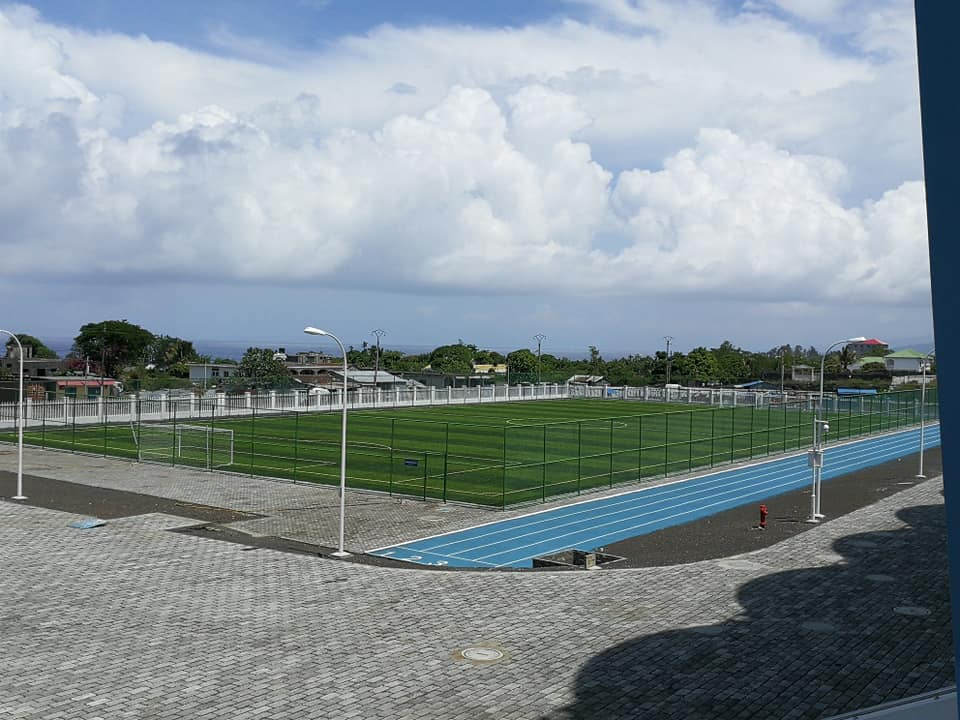
Terrain Annexe du Stade Omnisports de Iconi-Malouzini

Les Hommes d'honneurs auront l'immense chance d'y accéder entre-temps 

### Buvette
En outre, le stade sera bien sûr alimenté par une cafétéria mise à disposition pendant les événements. 

### Éclairage
Le stade omnisports est éclairé par 4 pylônes de 50 mètres de hauteur de 80 projecteurs chacun.

## Environnement et accès
Le stade omnisports de Iconi-Malouzini est situé à côté du Boulevard Khartala plus précisément à la route nationale 2 de Ngazidja. L'accès au stade est facilité par 4 routes entourant le site pour mieux réguler l'influence .  

## Liens externes

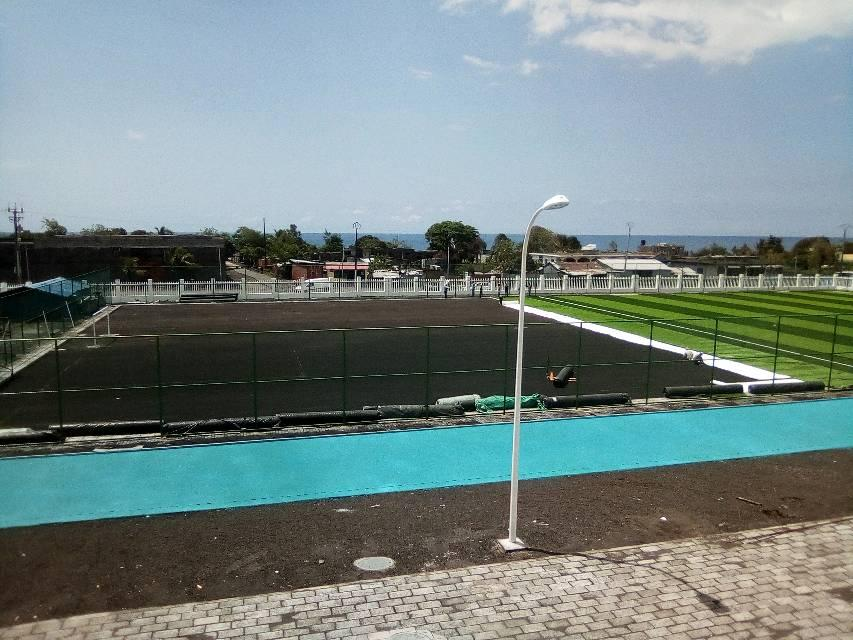
L'aire de jeux en pleine finition (Annexe)